# Teorema della palla pelosa

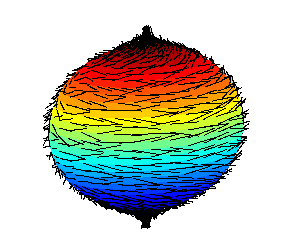
Una visualizzazione grafica del teorema della palla pelosa: non è possibile pettinare la palla senza lasciare punti singolari.

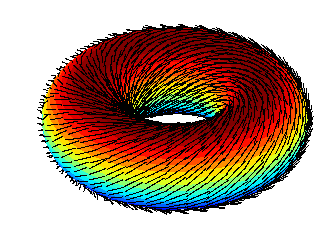
Una superficie toroidale è invece completamente pettinabile.

Il teorema della palla pelosa è un concetto della topologia algebrica secondo il quale non esiste un campo vettoriale continuo tangente a una sfera che non si annulli in qualche punto.
Espresso in termini euristici esso afferma, sostanzialmente, che «non è possibile pettinare completamente una palla pelosa» oppure «non è possibile pettinare i capelli di una palla da biliardo», i capelli pettinati rappresentando il campo vettoriale continuo: non è possibile, quindi, eseguire su una sfera una pettinatura che non abbia almeno una chierica o una riga.
La sua enunciazione formale è la seguente: data una sfera {\displaystyle S} e una funzione continua {\displaystyle f:S\rightarrow \mathbb {R} ^{3}} che associa a ogni punto {\displaystyle P} della sfera un vettore tridimensionale tangente alla sfera stessa in {\displaystyle P}, esiste almeno un punto della sfera {\displaystyle Q\in S} tale che {\displaystyle f(Q)=0}.
Il teorema, dimostrato nel 1912 da Luitzen Brouwer, può essere visto come un caso particolare del Teorema di Poincaré-Hopf, che asserisce che la somma degli zeri di determinati campi vettoriali su una superficie è pari alla caratteristica di Eulero di tale superficie: poiché la caratteristica di Eulero della sfera è 2, il campo deve possedere almeno uno zero; una superficie a caratteristica zero, come il toro, è invece «pettinabile».
In questo contesto più ampio il teorema della palla pelosa costituisce un esempio di legame tra le proprietà topologiche di una superficie (la caratteristica di Eulero) e quelle analitiche (i campi vettoriali su di essa). Esistono tuttavia numerose altre dimostrazioni, ad esempio a partire dal lemma di Sperner.

## Applicazioni
Il teorema della palla pelosa ha applicazioni non solo in ambito matematico, ma anche in alcuni campi della fisica e della tecnologia.

### Punti fissi e antipodali
Una conseguenza del teorema della palla pelosa è che qualunque funzione continua che mappa la sfera in sé stessa ha necessariamente un punto che viene mappato su sé stesso (punto fisso) o sul proprio punto antipodale:
{\displaystyle \forall f:S\rightarrow S\quad \mathrm {continua} ,\,\exists P\in S:\,f(P)=\pm P}.
La dimostrazione di questa proprietà si ottiene associando alla funzione continua una funzione vettoriale tangente nel seguente modo: preso un punto {\displaystyle P} sulla sfera, si costruisce la proiezione stereografica di {\displaystyle f(P)} usando {\displaystyle P} come polo della proiezione, e si prende come vettore tangente {\displaystyle \mathbf {v} (P)} il vettore posizione della proiezione rispetto a {\displaystyle P}.
I vettori tangenti così costruiti definiscono una funzione continua che rispetta le ipotesi del teorema: quindi esiste un punto {\displaystyle P} della sfera tale che {\displaystyle \mathbf {v} (P)=0}; questo implica che {\displaystyle f(P)} coincide con {\displaystyle P}, oppure si trova al suo antipodo.

### Meteorologia
La circolazione atmosferica di un pianeta può essere rappresentata con un modello che assegna a ogni punto della superficie un vettore tangente alla superficie stessa e avente la direzione del vento; questa approssimazione equivale a trascurare la componente verticale del vento, condizione accettabile dato che il diametro del pianeta è significativamente maggiore dello spessore dell'atmosfera.
Tranne il caso banale in cui il vento è fermo su tutto il pianeta, il campo vettoriale così definito rispetta le ipotesi del teorema della palla pelosa; segue che esiste almeno un punto della superficie in cui il vento ha velocità nulla: questi punti corrispondono all'occhio di un ciclone o di un anticiclone. Il teorema garantisce quindi che sulla superficie di un pianeta dotato di atmosfera esiste sempre almeno un ciclone.

### Computer grafica
Un problema comune in computer grafica è la generazione di un vettore non nullo ortogonale ad un altro vettore dato. Se consideriamo il vettore di partenza come posizionato sul raggio di una sfera, i vettori ortogonali sono tangenti alla sfera stessa; dal teorema della palla pelosa segue che non esiste una funzione continua in grado di risolvere il problema per qualunque vettore di partenza, ossia per tutti i punti della sfera.

## Estensioni del teorema
Il teorema può essere esteso a sfere in dimensioni superiori: si può dimostrare che esso è valido per tutte le {\displaystyle 2n}-sfere, in dimensione pari. Questa proprietà è facilmente derivabile tramite la caratteristica di Eulero: quest'ultima infatti si può ottenere come somma alternata dei numeri di Betti della {\displaystyle m}-sfera, che valgono 0 tranne che per le dimensioni {\displaystyle 0} ed {\displaystyle m}, per cui la caratteristica di Eulero vale 2 se {\displaystyle m} è pari, perché i due termini non nulli hanno lo stesso segno, 0 se {\displaystyle m} è dispari.